# Myrcia hernandezii
Myrcia hernandezii là một loài thực vật có hoa trong Họ Đào kim nương. Loài này được Parra-Os. mô tả khoa học đầu tiên năm 2002.